# Casey-Inseln
Die Casey-Inseln sind eine Gruppe kleiner Inseln im Palmer-Archipel vor der Westküste des Grahamlands im Norden der Antarktischen Halbinsel. Sie liegen südlich des Kap Monaco im westlichen Teil der Wylie Bay vor der Küste der Anvers-Insel.
Teilnehmer der Vierten Französischen Antarktisexpedition (1903–1905) unter der Leitung des Polarforschers Jean-Baptiste Charcot kartierten grob einige Inseln in der ungefähren Position der hier beschriebenen Inselgruppe. Das Advisory Committee on Antarctic Names benannte sie am 11. Juni 1980 nach Casey A. Jones Jr., Koch der Überwinterungsmannschaft auf der Palmer-Station im Jahr 1979, der am 9. Januar 1980 bei einem Unfall auf der Amundsen-Scott-Südpolstation ums Leben gekommen war.